# سوزان سميث (مجدفة)
سوزان سميث (بالإنجليزية: Susan Smith)‏ هي مجدفة بريطانية، ولدت في 1 يونيو 1965 في نورتش في المملكة المتحدة.

## وصلات خارجية
- سوزان سميث على موقع الاتحاد الدولي للتجديف (الإنجليزية)
- سوزان سميث على موقع اللجنة الأولمبية الدولية (الإنجليزية)
- سوزان سميث على موقع أوليمبيديا (الإنجليزية)
- سوزان سميث على موقع اللجنة الأولمبية البريطانية (الإنجليزية)